# MLB All-Star Game 2007
Das 78. MLB All-Star Game 2007 fand am 10. Juli 2007 im AT&T Park in San Francisco statt, dem Heimstadion der San Francisco Giants.
Das eigentliche All-Star Game war der Höhepunkt der All-Star Week vom 6. bis 10. Juli 2007. Dabei trafen traditionell die All-Stars der beiden Profiligen American League und National League aufeinander. Das Team der American League siegte mit 5:4.
Für Barry Bonds war es die 14. Teilnahme bei diesem Event.
Er wurde als einziger Spieler der Heimmannschaft San Francisco Giants in die Auswahl berufen.
Die All-Star Week ist nach der World Series das wichtigste Baseballereignis in den USA.

## Letzter Roster-Platz
Nach der Bekanntgabe der Roster fand eine zweite Abstimmung statt, um den jeweils letzten verbleibenden Platz im Roster zu vergeben. Chris Young und Hideki Okajima wurden als Spieler für die National League bzw. American League in das All-Star Team gewählt. Für beide war es die jeweils erste Nominierung in das All-Star Team. Es war das erste Mal, dass nur Pitcher zur Wahl standen.
| Spieler          | Team            | Pos             | Spieler         | Team            | Pos             |
| National League  | National League | National League | American League | American League | American League |
| ---------------- | --------------- | --------------- | --------------- | --------------- | --------------- |
| Hideki Okajima   | BOS             | P               | Chris Young     | SD              | P               |
| Jeremy Bonderman | DET             | P               | Carlos Zambrano | CHC             | P               |
| Pat Neshek       | MIN             | P               | Roy Oswalt      | HOU             | P               |
| Kelvim Escobar   | LAA             | P               | Brandon Webb    | ARZ             | P               |
| Roy Halladay     | TOR             | P               | Tom Gorzelanny  | PIT             | P               |

## Auswahlmannschaft der American League
Starters
- Catcher: Iván Rodríguez (Detroit Tigers)
- 1st Base: David Ortiz (Boston Red Sox)
- 2nd Base: Placido Polanco (Detroit Tigers)
- 3rd Base: Alex Rodríguez (New York Yankees)
- Shortstop: Derek Jeter (New York Yankees)
- Outfield: Vladimir Guerrero Sr. (Los Angeles Angels of Anaheim)
- Outfield: Magglio Ordóñez (Detroit Tigers)
- Outfield: Ichirō Suzuki (Seattle Mariners)

Pitcher
- Josh Beckett (Boston Red Sox)
- Dan Haren (Oakland Athletics)
- Bobby Jenks (Chicago White Sox)
- John Lackey (Los Angeles Angels of Anaheim)
- Gil Meche (Kansas City Royals)
- Jon Papelborn (Boston Red Sox)
- J.J. Putz (Seattle Mariners)
- Francisco Rodríguez (Los Angeles Angels of Anaheim)
- C.C. Sabathia (Cleveland Indians)
- Johan Santana (Minnesota Twins)
- Justin Verlander (Detroit Tigers)
- Hideki Okajima (Boston Red Sox) (Gewinner des Final Votes)

Ersatz
- Catcher: Victor Martinez (Cleveland Indians)
- Catcher: Jorge Posada (New York Yankees)
- 1st Base: Justin Morneau (Minnesota Twins)
- 2nd Base: Brian Robert (Baltimore Orioles)
- 3rd Base: Mike Lowell (Boston Red Sox)
- Shortstop: Carlos Guillén (Detroit Tigers)
- Shortstop: Michael Young (Texas Rangers)
- Outfield: Carl Crawford (Tampa Bay Devil Rays)
- Outfield: Torii Hunter (Minnesota Twins)
- Outfield: Manny Ramirez (Boston Red Sox)
- Outfield: Alex Rios (Toronto Blue Jays)
- Outfield: Grady Sizemore (Cleveland Indians)

## Auswahlmannschaft der National League

### Starter
- Catcher: Russell Martin (Los Angeles Dodgers)
- 1st Base: Prince Fielder (Milwaukee Brewers)
- 2nd Base: Chase Utley (Philadelphia Phillies)
- 3rd Base: David Wright (New York Mets)
- Shortstop: José Reyes (New York Mets)
- Outfield: Ken Griffey Jr. (Cincinnati Reds)
- Outfield: Barry Bonds (San Francisco Giants)
- Outfield: Carlos Beltrán (New York Mets)

### Pitcher
- Francisco Cordero (Milwaukee Brewers)
- Brian Fuentes (Colorado Rockies) verletzt
- Cole Hamles (Philadelphia Phillies)
- Trevor Hoffmann (San Diego Padres)
- Jake Peavy (San Diego Padres)
- Brad Penny (Los Angeles Dodgers)
- Takashi Saito (Los Angeles Dodgers)
- Ben Sheets (Milwaukee Brewers)
- John Smoltz (Atlanta Braves) verletzt
- José Valverde (Arizona Diamondbacks)
- Billy Wagner (New York Mets)
- Chris Young (San Diego Padres) (Gewinner des Final Votes)

Ersatz für B. Fuentes, und J. Smoltz
- Roy Oswald (Houston Astros) Ersatz
- Brandon Webb (Arizona Diamondbacks) Ersatz

### Ersatz
- Catcher: Brian McCann (Atlanta Braves)
- 1st Base: Derrek Lee (Chicago Cubs)
- 1st Base: Albert Pujols (St. Louis Cardinals)
- 1st Base: Dmitri Young (Washington Nationals)
- 2nd Base: Orlando Hudson (Arizona Diamondbacks)
- 2nd Base: Freddy Sanchez (Pittsburgh Pirates)
- 3rd Base: Miguel Cabrera (Florida Marlins)
- Shortstop: J.J. Hardy (Milwaukee Brewers)
- Outfield: Matt Holliday (Colorado Rockies)
- Outfield: Carlos Lee (Houston Astros)
- Outfield: Aaron Rowand (Philadelphia Phillies)
- Outfield: Alfonso Soriano (Chicago Cubs)

## Das State Farm Homerun Derby 2007
Das Homerun Derby fand einen Tag vor dem eigentlichen All-Star Game statt.
Teilnehmer waren:
- Justin Morneau (Minnesota Twins)
- Ryan Howard (Philadelphia Phillies)
- Prince Fielder (Milwaukee Brewers)
- Vladimir Guerrero Sr. (Los Angeles Angels of Anaheim)
- Magglio Ordóñez (Detroit Tigers)
- Alex Rios (Toronto Blue Jays)
- Albert Pujols (St. Louis Cardinals)
- Matt Holliday (Colorado Rockies)

Barry Bonds und Ken Griffey jr. haben beide eine Teilnahme abgesagt.
Miguel Cabrera hatte sich am Wochenende vorher verletzt und konnte nicht teilnehmen.

### Resultat
Der Gewinner und damit State Farm Home Run Derby Champion 2007 wurde Vladimir Guerrero (Los Angeles Angels of Anaheim), er besiegte in der Championship-Round Alex Rios (Toronto Blue Jays) mit 3-2 Homeruns.
Die einzelnen Ergebnisse:
| Name                  | Team | gesamt | 2007 | Runde 1 | Runde 2 | Runde 3 | Total |
| --------------------- | ---- | ------ | ---- | ------- | ------- | ------- | ----- |
| Vladimir Guerrero Sr. | LAA  | 352    | 14   | 5       | 9       | 3       | 17    |
| Alex Rios             | TOR  | 45     | 17   | 5       | 12      | 2       | 19    |
| Matt Holliday         | COL  | 82     | 15   | 5       | 8       | --      | 13    |
| Albert Pujols         | STL  | 266    | 16   | 4*      | 9       | --      | 13    |
| Justin Morneau        | MIN  | 103    | 24   | 4*      | --      | --      | 4     |
| Prince Fielder        | MIL  | 59     | 29   | 3       | --      | --      | 3     |
| Ryan Howard           | PHI  | 103    | 21   | 3       | --      | --      | 3     |
| Magglio Ordonez       | DET  | 232    | 13   | 2       | --      | --      | 2     |

* Entscheidung nach der 1. Runde im Shotout, Sieger Albert Pujols mit 2-1